# Euriware
 (décembre 2022).
Si vous disposez d'ouvrages ou d'articles de référence ou si vous connaissez des sites web de qualité traitant du thème abordé ici, merci de compléter l'article en donnant les références utiles à sa vérifiabilité et en les liant à la section « Notes et références ».
En pratique : Quelles sources sont attendues ? Comment ajouter mes sources ?
Euriware est une entreprise du secteur numérique française, fondée en 1991 par Areva. Rachetée en 2014, elle devient filiale à 100 % de Capgemini France. En 2015, elle est totalement intégrée à sa maison mère. 
En 2014, Euriware employait 1 705 personnes en France, réparties sur onze sites. Son siège était établi à Guyancourt, dans les Yvelines.

## Pré-histoire
Au début des années 1980, devant l’émergence de l’informatique et sa mise en œuvre dans les processus industriels, COGEMA et SGN (avec participation de Technip), mutualisent leurs compétences et leurs ressources en informatique industrielle dans un GIE appelé ESIA.
- Fondé en 1980, présidé à l'origine par Pierre Balança, le GIE ESIA n’emploie encore en 1982 qu’une soixantaine de personnes basées à Saint-Quentin-en-Yvelines. Les compétences de ces équipes d’ingénierie en informatique, en automatismes et SNCC sont alors totalement dédiées à la réalisation des systèmes de l’usine COGEMA de La Hague et pour une petite part au process de l'industrie du verre. Malgré quelques tentatives de diversification, cette orientation au service quasi exclusif de l’industrie nucléaire (Cogema, Technicatome, CEA, …) perdurera jusqu’aux années 2010.
- À partir de 1985, ESIA est dirigée par Olivier Loubière et s’oriente vers l’infogérance.
- En 1991, le groupe SGN décide de réorganiser par métier ses filiales et en particulier, souhaite regrouper ses participations dans le secteur des services informatiques.

## Histoire
En 1992, Euriware nait donc de la fusion d’ESIA (informatique industrielle) et de GRAPHAEL (informatique de gestion), deux SSII dédiées à l’informatique des grands programmes COGEMA. L’entreprise détient également des participations dans EURILOR et INFOGI. La nouvelle entité est présidée par Bruno de Saint Chamas. Le groupe affiche alors un chiffre d’affaires de 354 millions de francs, emploie 500 personnes et s’intègre dans le « réseau Eurisyset ».
En 1994, Euriware signe son premier contrat d’infogérance client hors groupe COGEMA, avec l’Institut Français du Pétrole. À la suite de quelques remous causés - dit-on alors - par son appartenance à la mouvance catholique intégriste (voir ICHTUS), de Saint Chamas est remplacé à la présidence du groupe Euriware par Philip Loeb. Celui-ci restera son PDG pendant 10 ans, un record de durée pour le groupe.
Sous cette nouvelle gouvernance, en 1996, Euriware intègre Infogérys pour renforcer de manière significative son pôle Infogérance.
- En 1997, des tensions se font jour au sein du groupe Cogema. Elles opposent deux filiales ; SGN et Assystem. Il est alors question de transférer Game et Euriware, du groupe SGN vers Assystem, projet sans suite.
- En 1998, le chiffre d’affaires d'Euriware affiche une progression de 44 % sur trois ans (depuis 1995) et l’entreprise pointe à la 14e place des SSII françaises (Acquisitions ou prise de participations dans Axisse, Pragodata, Ifatec, Eurisys Consulting, …).
- En 1999, Euriware entre au capital de PEA, spécialiste du supply chain management et du product data management.
- De 2000 à 2003, après le boom dans l’informatique dû à l’effet « bug de l'an 2000 » et au passage à l’Euro, certains métiers de l’entreprise sont à la peine et en 2003, comme d’autres SSII, Euriware semble  – un temps –  devoir être lâché par sa maison mère Areva.
- De 2003 à 2006 à défaut d'avoir trouvé un repreneur global la SSII met en œuvre un processus de cessions et de filialisations et maintient ainsi vaille que vaille sa progression en effectif et en CA les années suivantes.

Euriware change de nouveau de PDG en 2007, avec la nomination à ce poste de Khaled Draz. Il remplace Stéphane Senkowski, qui avait pris cette fonction en novembre 2005. Ce dernier succédait lui-même à Benoît Tiers arrivé deux ans plus tôt. Devant cette valse des dirigeants, à l’époque, le quotidien économique Les Échos se demandait déjà si Areva « arrivera enfin à décider s'il doit développer ou céder son activité de services informatiques »…
- En 2008, discrète pendant les années 2000 à 2007, la SSII décide d'abandonner son organisation par régions, en place depuis l'origine, pour adopter une structure par types de prestations. Entité minuscule perdue au sein d'un ensemble de 11 milliards d'euros, Euriware a été sur la sellette pendant plusieurs années, avant de bénéficier à son tour de l'essor du nucléaire. La répartition du chiffre d’affaires (40 % des revenus proviennent d'Areva) est alors jugée satisfaisante.
- De 2009 à 2013, l’entreprise réalise près de la moitié de son chiffre d’affaires - en croissance modeste - avec sa maison mère Areva (et l'autre moitié avec de grands groupes tels EDF, Renault, Safran, GDF Suez ou Technip).
- En mai 2014, le groupe Euriware est racheté par Capgemini France SAS, filiale de Capgemini SA.
- Le 12 août 2015, elle fait l'objet d'une fusion avec la société mère et elle est radiée du registre du commerce et des sociétés[2].

## Métiers
Ses métiers sont :
- le conseil en management ;
- l'intégration de systèmes ;
- l'infogérance ;
- la sécurité des systèmes d'information ;
- le contrôle-commande.

## Données économiques
| Années                                   | 2004  | 2005  | 2006  | 2007  | 2008  | 2009  | 2010  | 2011  | 2012  | 2013  |
| ---------------------------------------- | ----- | ----- | ----- | ----- | ----- | ----- | ----- | ----- | ----- | ----- |
| Effectif                                 |       |       | 2 000 | 2 250 | 2 300 | 2 300 | 2 220 | 2 200 | 1 936 | 2 100 |
| Chiffre d'affaires (en millions d'euros) | 228,0 | 237,0 | 254,0 | 275,0 | 286,0 | 290,0 | 296,0 | 294,0 | 276,0 | 271,0 |

Sources